# Marija Jovanović (rukometašica)
Marija Jovanović (Podgorica, 26. prosinca 1985.), crnogorska rukometašica koja igra na poziciji lijeve vanjske igračice. Igra za rumunjski klub CS Oltchim Râmnicu Vâlcea i crnogorsku reprezentaciju. Od 2004. do 2006. igrala je za RK Medicinar Šabac, a od 2006. do 2011. za ŽRK Budućnost. Na EP 2010. bila je osmi najbolji strijelac s postignutim 31 pogotkom   Arhivirana inačica izvorne stranice od 29. prosinca 2011. (Wayback Machine).
- Liga prvaka: poluzavršnica 2012.
- Kup pobjednika kupova: 2006. i 2010.
- Regionalna liga: 2010. i 2011., drugo mjesto 2009.
- crnogorsko prvenstvo: 2006., 2007., 2008., 2009., 2010., 2011.
- rumunjsko prvenstvo: 2011.
- rumunjski superkup: 2011.

## Vanjske poveznice
- Službena stranica  Arhivirana inačica izvorne stranice od 26. ožujka 2012. (Wayback Machine)